# Gębice
Gębice [pronunciación en polaco: /ɡɛmˈbit͡sɛ/] (en alemán: Gembitz) es un pueblo en el distrito administrativo de Gmina Mogilno, dentro de Mogilno Condado, Voivodato de Cuyavia y Pomerania, en del norte-Polonia central. Él mentiras aproximadamente 9 kilómetros al sureste de Mogilno, 58 kilómetros al sur de Bydgoszcz, y 62 kilómetros al suroeste de Toruń.
El pueblo tiene una población de 981 habitantes.